# Agigea (gmina)
Agigea – gmina w Rumunii, w okręgu Konstanca. Obejmuje miejscowości Agigea, Lazu, Sanatoriul Agigea i Stațiunea Biologică Marină Agigea. W 2011 roku liczyła 6992 mieszkańców.